# Чашинский сельсовет (Кетовский район)
Чашинский сельсове́т — упразднённые административно-территориальная единица и муниципальное образование со статусом сельского поселения в составе Кетовского района Курганской области России. 
Административный центр — посёлок Чашинский.

## История
В соответствии с Законом Курганской области от 6 июля 2004 года № 419 сельсовет наделён статусом сельского поселения. В феврале 2018 года объединяется с Иковским сельсоветом .
Законом Курганской области от 25 октября 2017 года N 86, в состав Иковского сельсовета были включены все два населённых пункта упразднённого Чашинского сельсовета.

## Население
| 1989 | 2002 | 2010 | 2012 | 2013 | 2014 | 2015 |
| ---- | ---- | ---- | ---- | ---- | ---- | ---- |
| 921  | ↗945 | ↘149 | ↗152 | ↗155 | ↗173 | ↘144 |
| 2016 | 2017 | 2018 |      |      |      |      |
| ↗147 | ↗149 | ↘146 |      |      |      |      |

## Состав сельского поселения
| № | Населённый пункт | Тип населённого пункта          | Население |
| - | ---------------- | ------------------------------- | --------- |
| 1 | Илецкий          | посёлок                         | ↘6        |
| 2 | Чашинский        | посёлок, административный центр | ↘143      |